# Phanomorpha meliphyrta
Phanomorpha meliphyrta là một loài bướm đêm trong họ Crambidae.